# میساتو، سایتاما
میساتو در استان سایتاما در کشور ژاپن  واقع شده‌است  که دارای جمعیت ۱۲۸٬۹۵۶ نفر و مساحت ۳۰٫۱۶ کیلومتر مربع با تراکم جمعیت ۴٬۲۷۶  نفر در کیلومترمربع است و در تاریخ ۳ مه ۱۹۷۲ به عنوان شهر شناخته شد.